# Aphaenogaster gibbosa
Aphaenogaster gibbosa is een mierensoort uit de onderfamilie van de Myrmicinae. De wetenschappelijke naam van de soort is voor het eerst geldig gepubliceerd in 1798 door Latreille.